# Георгі Боядзієв
Георгі Боядзієв — македонський військовий генерал, начальник Генерального штабу Армії Республіки Македонія з 2004 по 2005 рік.

## Біографія
Георгі Боядзієв народився 31 березня 1950 року в Струміцькому селі Ново Село. У 1973 році закінчив Військову академію Сухопутної армії ЮНА.
Військову кар’єру в Югославській народній армії розпочав у 1973 році в м. Штіп у званні командира взводу у званні лейтенанта. Наступного року він отримав звання лейтенанта. У 1974 році він одружився з Софією, наступного року у них народився первісток Ілля.
У 1975 році був переведений до Делчево і призначений помічником командира з морально-політичного виховання. У 1977 році отримав звання капітана. У 1978 році був призначений заступником командира батальйону, нагороджений медаллю «За бойові заслуги». У 1979 році у нього народився другий син Олександр. У 1980 році отримав звання капітана 1-го класу. З 1981 по 1984 — командир батальйону.
У 1984 році був переведений до Штіпа, де був призначений помічником начальника штабу з повноцінних та особистих справ, а наступного року – помічником начальника штабу з оперативно-навчальної роботи. У 1985 році нагороджений орденом «За бойові заслуги» зі срібними мечами. У 1986 році йому присвоєно звання майора. З 1989 по 1990 рік — начальник штабу дивізії. З 1990 по 1991 рік був помічником начальника штабу з розвідки, а з 1991 року знову з повних та особистих справ. У 1991 році йому присвоєно звання підполковника.
У 1992 році, після проголошення незалежності Республіки Македонія, була сформована Армія Республіки Македонія, з якою того ж року Республіка Македонія стала військовою незалежною. Боядзієв, а також інші члени Югославської народної армії, які походили з Республіки Македонія, продовжив військову кар'єру в Армії Республіки Македонія.
З 1992 по 1995 рік Боядзієв був командиром моторизованої бригади в Струмиці. У 1995 році закінчив Командно-штабну академію. З 1995 по 1997 рік був командиром дивізії в Кочані. У 1997 році був переведений до Скоп'є, присвоєний званням полковника і призначений начальником відділу підготовки старійшин і навчання кадрів. У 2001 році закінчив школу національної оборони у Франції. Того ж року був призначений начальником оперативного, боєготовного та навчального відділу Генерального штабу армії. У 2002 році присвоєно звання бригадного генерала. З 2002 по 2003 рік — командир прикордонної бригади. З 2003 року був помічником начальника Генерального штабу АРМ з планування та начальником G-3 в Генеральному штабі АРМ.
У 2004 році йому присвоєно звання генерал-майора. 12 березня 2004 року генерал-майор Георгі Боядзієв був призначений начальником Генерального штабу Армії Республіки Македонія, змінивши генерала Методія Стамболійського. Боядзієв був сьомим начальником Генерального штабу Армії Республіки Македонія. Він виконував цю посаду до 6 липня 2005 року, коли його змінив генерал-лейтенант Мирослав Стояновський. Того ж року пішов на пенсію.

## Військові звання
- Підпоручик (1973)
- Поручик (1974)
- Капітан (1977)
- Капітан 1 клас (1980)
- Майор (1986)
- Підполковник (1991)
- Полковник (1997)
- Брігаден генерал (2002)
- Генерал-майор (2004)

## Нагороди
- Медаль «За бойові заслуги»  (1978)
- Орден «За заслуги» зі срібними мечами  (1985)

## Зовнішні посилання
- Генерал-майор Георгі Боядзієв [Архівовано 16 січня 2022 у Wayback Machine.] на сайті Армії Республіки Північна Македонія . Архівовано 16 січня 2022 року.